# Convento di San Bernardino (Trento)
Il convento di San Bernardino è un complesso sacro e una chiesa adibiti al culto cattolico situati nel comune di Trento.

## Storia
La primissima sede dell'ordine dei francescani in Trentino fu la Chiesa di Sant'Apollinare sin dal anno 1221 e in seguito il convento dedicato a San Francesco edificato nel 1240. Con il 22 aprile 1452 si ricevettero gli ordini per la costruzione di un altro convento dedicato a San Bernardino da Siena. Ciò era reso possibile dall'atto mediante la confraternita dei Battuti donava agli Osservanti un terreno in prossimità della zona conosciuta anche come "alle Ghiaie" circa a 200 passi fuori dalla Porta della Santa Croce sulla parte sinistra del torrente Fersina. Andrea Pellipario da Trento nello medesimo mese di aprile scriveva nel suo testamento che lasciava una parte dei suoi beni per la costruzione del complesso. Papa Nicolò V con il 17 giugno scrisse la bolla "Sacrae religionis observantia" dove in poche parole decise per l'approvazione della donazione da parte della confraternita dei Battuti e ai frati francescani la possibilità di costruire il convento religioso. Dopo alcuni lavori di consolidamento del Fersina per un totale di 40.000 fiorini eseguiti sotto l'ordine del vescovo Bernardo Clesio, il convento venne a trovarsi sull'altra sponda. Nonostante ciò le violente inondazioni continuarono fino a che con il 1689 il convento fu quasi completamente distrutto. Si decise infine per una sua nuova ed ultima edificazione; fu scelta la zona anche conosciuta come "torricella di Madruzzo".

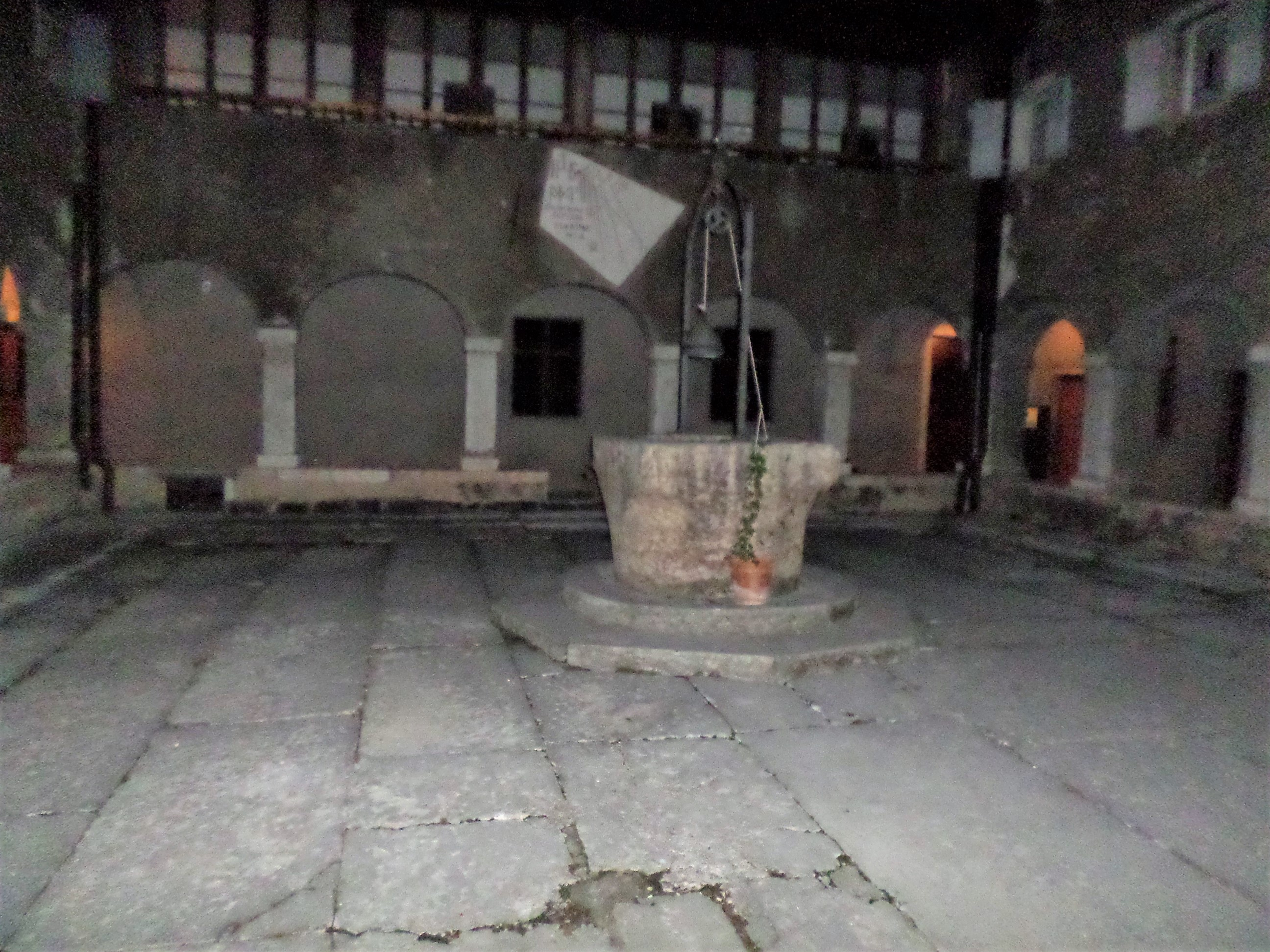
Il chiostro interno

Grazie all'offerta di 2.500 fiorini ad opera del Supremo Cancelliere di Corte Teodoro Enrico conte di Strattmann, fu possibile l'acquisto della torre quindi fu così possibile iniziare i lavori già durante la primavera 1691. Con il 28 ottobre 1694 il vescovo Giorgio Sigismondo de Sinnersberg decise per l'introduzione del Santissimo Sacramento nel nuovo convento e così fu possibile trasferircici. Il nuovo edificio religioso fu consacrata il 13 aprile 1698 dal vescovo Giovanni Michele Spaur. La ben nota "torricella Madruzzo" fu riadattata per ospitare l'infermeria e grazie all'aiuto economico di Valentino Salvadori e dei fratelli Girolamo e Giacomo Maffei, fu iniziata la costruzione della biblioteca nel 1754.

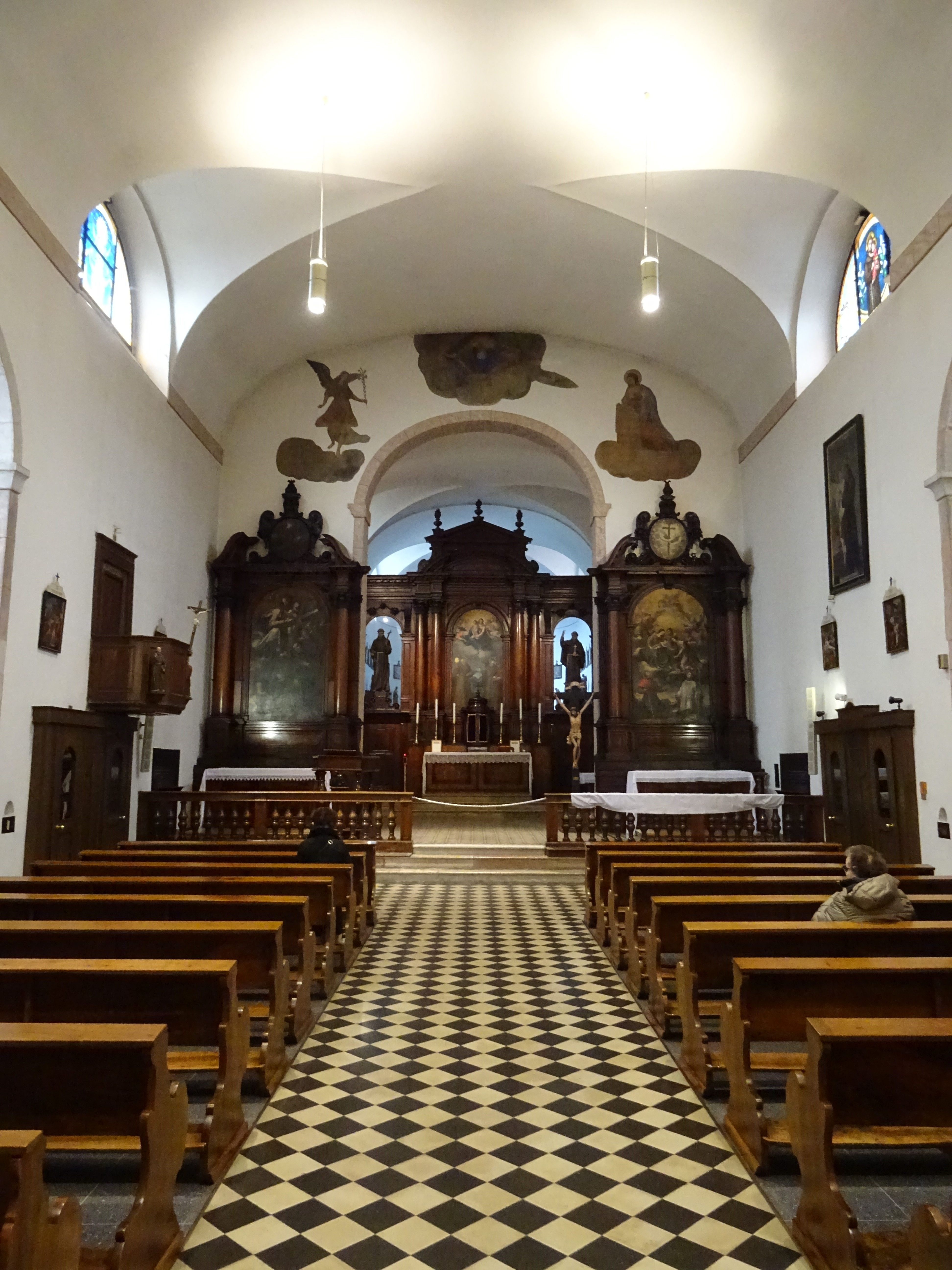
Interno della chiesa

Per quanto riguarda lo studentato, fu costruito il primo piano nel 1897 e il secondo nel 1930. L'Impero austriaco alla fine del 1849 decise di tagliare in due la strada per la Valsugana con una conseguente spartizione del convento in due parti unite tra di loro solamente da un sottopassaggio. In seguito e precisamente attorno all'anno 1850 fu costruito il cimitero per i frati provinciali su terreno donato dalla famiglia Wolkenstein; questo fu ingrandito tra gli anni 1866/68 assieme alla costruzione del capitello del Crocifisso.
Nell'anno 1892 fu presa la decisione di dare una sistemata alla via dei Molini, oggi meglio conosciuta come via Grazioli, fu deciso di demolire la rampa di scale che da qui portava verso il "portone dei carri"; vennero quindi demoliti anche i capitelli della Via Crucis eretti e dipinti dall'artista Gresta di Ala nel 1718. Furono sostituiti con altri cinque lungo la seconda rampa dove l'artista Chiocchetti da Moena decise di dipingere i cinque misteri dolorosi di un Rosario. Fu eretta una gradinata che partiva da via Grazioli e che si introduceva direttamente alla rampa di accesso al convento nel 1894; allo stesso tempo fu anche spostata verso sinistra la croce lignea fatta costruire la prima volta il 3 agosto 1821, una seconda a novembre 1835 e ancora ricostruita in pietra in data 7 febbraio 1867. Giusto all'alba del 24 gennaio 1977 questa cadde e solo grazie a Remo Zilio che fu rifatta ma in granito e ricollocata al suo posto il 17 giugno 1978.
Il Ministero della Difesa nel 1919 decise di erigere al di sopra della biblioteca un osservatorio meteorologico il quale restò attivo fino al 1996.
Un primo progetto del 1914, che fu sospeso per l'inizio della prima guerra mondiale, successivamente ripreso nell'anno 1923, richiedeva un sottopassaggio pedonale tra via Venezia e via Giuseppe Grazioli da parte dei cittadini della zona denominata "Le Cave". I lavori iniziarono il 26 marzo dello stesso anno e quando fu terminato iniziò ad essere soprannominato il "passaggio di Belvedere - San Francesco".
Nel 1926 per il ricordo del centenario francescano, il professor Camillo Bernardi decise di affrescare una facciata della chiesa, purtroppo andato ad oggi andato perduto. L'impresa Mascioni di Cuvio (VA) decise per la costruzione di un nuovo organo elettrico nel 1947 andando a sostituire quello precedente costruito nel 1883 da fra Epifanio Cadrobbi; verso la fine del 1973 la stessa ditta lo restaurò. L'ampliamento della biblioteca fu fatto grazie all'edificazione sul lato nord di un deposito di libri e a sud di una sala per le consultazioni nel 1964.
Dal dicembre 1967 il convento e la chiesa sono divenute sede parrocchiale; ciò a comportato una serie di lavori per riadattare gli ambienti per la catechesi. La sala Morizzo in particolare venne ristrutturata durante l'estate del 1995 per le nuove esigenze, così come negli anni 1994/95 la "casa rustica" posta a nord-est del convento fu ristrutturata e quindi unita per il necessario ampliamento della biblioteca dovuto all'accorpamento delle biblioteche provenienti da altri conventi trentini. Il progetto fu inaugurato da parte del ministro generale, fra Hermann Schalück, l'11 aprile 1996.
Nel 1968 venne inaugurata una nuova infermeria provinciale mentre la vecchia sede fu restaurata nello stesso anno e destinata a essere sede della "Curia e delle Opere provinciali". Altri lavori di restaurazione e di adeguamento alle norme civili europee sono stati eseguiti tra gli anni 2004/05 come ad esempio il rifacimento dei tetti, la cucina, un ascensore e il restauro della parte dove sarà collocata la "Pia Opera Fratini e Missioni".

## Descrizione
Il convento dedicato a San Bernardino da Siena sorge lungo la via Giuseppe Grazioli esattamente su di una terrazza da dove si ha una vista privilegiata su Trento. La parte attuale fu costruita tra il 1690 e il 1694 a partire dalla villa del '500 nota anche come la "Torresela", in parziale sostituzione del precedente monastero edificato a sua volta nel 1452, ma fuori dalle mura della città e lungo il torrente Fersina.
All'interno del convento stesso si trova la chiesa, orientata verso nord e che ha una facciata a due spioventi. Proprio in mezzo dell'edificio è collocato un portale con un frontone triangolare a cui si affiancano due nicchie affrescate. Mentre la fiancata destra è parte integrante del convento, la sinistra gode della presenza della sacrestia e di altri ambienti dove si presta il servizio religioso. Al suo interno si sviluppa su di un'unica navata dove si affacciano due piccole cappelle. Rialzato di tre scalini si trova il presbiterio ed è limitato da una balaustra di laegno. Il campanile si trova tra la navata, il presbiterio e la sacrestia.
A seguito della stipulazione di un contratto di comodato d’uso, dal 2013, è sede dell’impresa sociale Kaire srl, che svolge in via principale attività di catering

## Biblioteca
La biblioteca all'interno del convento è un ente che appartiene alla "provincia tridentina di San Vigilio dei Frati Minori" che ha come scopo la conservazione, la tutela e la valorizzazione del patrimonio letterario collezionato nei territori trentini dai confratelli. La sua esistenza viene notificata dalla presenza in alcuni manoscritti fin dal 1494. Essa raccoglie le biblioteche religiose di Arco, Borgo Valsugana, Pergine, Mezzolombardo, Cles, Cavalese e Rovereto con un patrimonio che conta circa 200.000 volumi, dove sono anche comprese circa 25.000 edizioni antiche precedenti il XIX secolo, tra i quali circa 300 incunaboli e 3.600 edizioni del Cinquecento.
Di interesse storico è la "sala antica", edificata verso la metà del XVIII secolo.